# Província de Nador
La província de Nador (amazic estàndard marroquí: ⵜⴰⵙⴳⴰ ⵏ ⵏⵏⴰⴹⵓⵔ, tasga n Nnaḍur; àrab: إقليم النّاظور, iqlīm an-Nāẓūr) és una de les províncies del Marroc, fins 2015 part de la regió de L'Oriental  i actualment de la nova regió de L'Oriental. Té una superfície de 3.263 km² i 565.426 habitants censats en 2004. La capital és Nador. Es troba a 15 kilòmetres de Melilla.

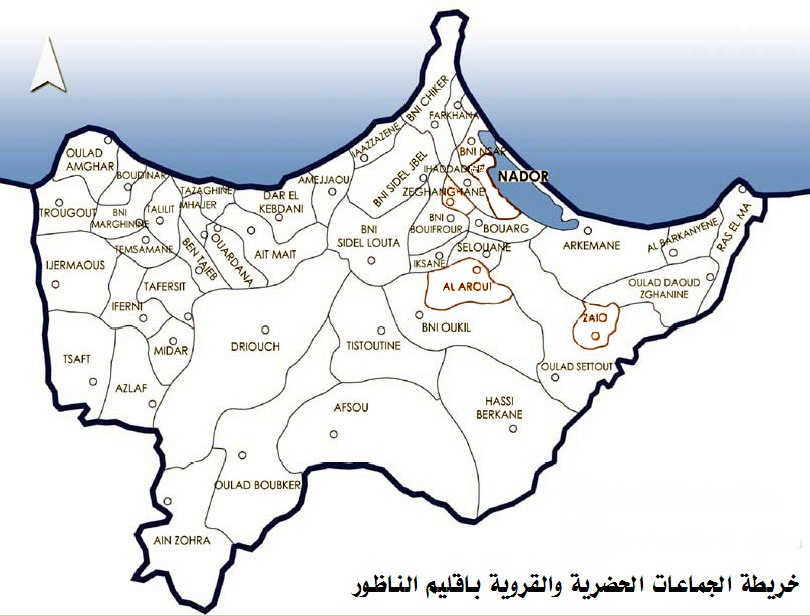
Municipis de la província de Nador

## Geografia
Limita al nord amb el mar Mediterrani i amb Espanya (Melilla) i la llacuna de la mar Chica, a l'est amb la província de Berkane, al sud amb la província de Taza, i a l'oest amb la província d'Al Hoceima.
Controla el cap de Tres Forcas, on se situava Cazaza, ciutat espanyola des de 1506, quan un noble rifeny la va lliurar als Reis Catòlics, fins a 1533, quan va ser capturada pels sadites. Va formar part del protectorat espanyol del Marroc.

## Divisió administrativa
La província de Nador consta de 5 municipis i 51 comunes:

### Municipis
- Al Aaroui, cabila dels Beni Buiahi.
- Beni Ensar, cabila dels Mazuza.
- Nador, cabila dels Mazuza.
- Zaio, cabila dels Kebdana.
- Zeghanghane, cabila dels Beni Buifrur.

### Comunes
| - Afsou, cabila dels Beni Buiahi. - Ain Zohra, cabila dels Metalsa. - Ait Mait, cabila dels Beni Said. - Al Barkanyene, cabila dels Quebdana. - Amejjaou, cabila dels Beni Said. - Arekmane, cabila dels Quebdana. - Azlaf, cabila dels Beni Tuzin. - Ben Taieb, cabila dels Beni Ulichec. - Beni Bouifrour, cabila dels Beni Buifrur. - Beni Chiker, cabila dels Beni Chicar. - Bni Marghnine, cabila dels Temsaman. - Bni Oukil Oulad M'Hand, cabila dels Beni Buiahi. - Bni Sidel Jbel, cabila dels Beni Sidel. - Bni Sidel Louta, cabila dels Beni Sidel. | - Bouarg, cabila dels Beni Buifrur. - Boudinar, cabila dels Temsaman. - Dar El Kebdani, cabila dels Beni Said. - Driouch - Donar Drius, cabila dels Metalsa. - Farjana, cabila dels Mazuza. - Hassi Berkane, cabila dels Beni Buiahi. - Iaazzanene, cabila dels Beni Bugafar. - Iferni, cabila dels Beni Tuzin. - Ihddaden, cabila dels Beni Chicar. - Ijermaouas, cabila dels Beni Tuzin. - Iksane, cabila dels Beni Buifrur. - M'Hajer, cabila dels Beni Ulichec. - Midar, cabila dels Beni Tuzin. - Ouardana, cabila dels Beni Ulichec. | - Oulad Amghar, cabila dels Temsaman. - Oulad Boubker, cabila dels Metalsa. - Oulad Daoud Zkhanine, cabila dels Quebdana. - Oulad Settout, cabila dels Ulad Settut. - Ras El Ma, cabila dels Quebdana. - Selouane - Zeluán, cabila dels Ulad Settut. - Tafersit, cabila dels Tafersit. - Talilit, cabila dels Beni Ulichec. - Tazaghine, cabila dels Beni Said. - Temsamane, cabila dels Temsaman. - Tiztoutine, cabila dels Beni Buiahi. - Trougout, cabila dels Temsaman. - Tsaft, cabila dels Beni Tuzin. |

## Fets del 1984
El 1984 el rei Hassan II del Marroc, fent ús del seu poder absolutista, va manar a l'exèrcit intervenir per posar fi a una manifestació en contra de les condicions econòmiques a la ciutat de Nador, el que va acabar amb desenes de morts.